# Compianto sul Cristo morto (Moretto Washington)
Il Compianto sul Cristo morto è un dipinto a olio su tavola (175,8x98,5 cm) del Moretto, databile al 1526-1530 e conservato nella National Gallery of Art di Washington.
Realizzato negli ultimi anni della giovinezza del pittore, presenta forti analogie con il pannello centrale del polittico della Deposizione di Paolo Caylina il Giovane, che il Moretto avrebbe preso a modello. Vi sono comunque notevoli differenze in campo cromatico, come colori più limpidi e luminosi propri dell'artista. Alcuni elementi tratti dal polittico e qui riproposti torneranno più volte nelle sue composizioni, anche in quelle tarde, facendo così di questo Compianto un'opera rilevante dal punto di vista formativo del Moretto.

## Storia
Non si conoscono notizie circa la collocazione originale e la committenza del dipinto, assente in tutta la letteratura artistica antica. Pietro Da Ponte, nel 1898, scrive che la tavola era stata in passato attribuita al pittore Cesare Magni, ma non si sa da dove trasse l'informazione. Il dipinto è segnalato per la prima volta nella Collezione Egremont alla fine dell'Ottocento, dalla quale passa per acquisto, in data imprecisabile, alla Collezione Cook di Richmond upon Thames, dove già si trovava un'altra opera del Moretto, la Madonna in trono col Bambino tra i santi Giacomo Maggiore e Girolamo. Nel 1947 viene venduto alla Collezione Kress, che nel 1939 confluirà nella nascente National Gallery of Art di Washington, dove si trova ancora oggi esposto.

## Descrizione
L'opera raffigura Gesù, ormai morto dopo essere stato crocifisso, tra la disperazione di santa Maria Maddalena, che gli sta ai piedi, Maria a sinistra e san Giovanni a destra. Quest'ultimo appoggia un piede sul sepolcro aperto, nel quale il corpo del Redentore sta per essere riposto. Sullo sfondo della scena si apre un ampio paesaggio collinare e ricco di vegetazione, in gran parte occultato a destra da un'alta parete rocciosa, immediatamente dietro san Giovanni. Il cielo è ricoperto da vaporose nuvole e si rischiara verso l'orizzonte.

## Stile
Già Pietro da Ponte, uno dei primi studiosi a parlare della tavola, afferma che è "un quadro notevole per grande espressione di malinconia nelle figure". Tancred Borenius, nel 1913, ne individua la giusta collocazione cronologica, nella giovinezza del pittore, e individua la forte somiglianza tra questa Maria Maddalena e la donna ai piedi di Gesù nella Cena in casa di Simone il fariseo, opera invece molto tarda. Lo studioso mette inoltre in forte relazione l'impianto della scena con il medesimo soggetto raffigurato nel pannello centrale del polittico della Deposizione, ascrivibile a Paolo Caylina il Giovane e probabilmente coevo.
La questione su "chi abbia copiato chi" è rimasta aperta a lungo ed è stata chiarita solo nel 1965 da Gaetano Panazza dopo i restauri condotti sul polittico, che hanno messo in evidenza la tecnica e gli esatti colori. Secondo lo studioso, nell'opera di Caylina si rilevano numerosi elementi cromatici e luministici "che ebbero grande peso nel Moretto, non solo giovanile", osservando poi che "è anche visibile una dolcezza, una calma spenta negli atteggiamenti, negli sguardi, nei ritmi" che il pittore dimostrerà di assorbire notevolmente nella sua arte.
Camillo Boselli, che analizza il dipinto nel 1954, sottolinea "una luce più moderna, più limpida rispetto al modello da cui deriverebbe (il polittico), anche se questa limpidezza rincrudisce un po' troppo il senso tragico della scena. [...] Le figure si "abbarbicano" attorno al luminosissimo corpo del Cristo, mentre si agitano in superficie per creare anche attraverso dei segni grafici quel senso del dramma, che altrimenti perderebbe nella glaciale pietrificazione luminosa delle forme".
Di quest'opera sono state individuate almeno tre copie, due in collezioni private italiane e una nella pieve di San Giovanni Battista a Coccaglio, in provincia di Brescia.